# Abdissares
Abdissares foi um rei de Adiabena da dinastia orôntida.
A vida de Abdissares ainda é desconhecida, entre as informações que restam estão apenas a moeda apenas relacionada à sua moeda que é bastante rara, em que o busto do rei é representado no anverso vestindo uma tiara pontiaguda com a legenda em grego "ΒΑΣΙΛΕΩΣ ΑΒΔΙΣΣΑΡΟΥ" (Basileos Absdissarou).
Cyril Toumanoff reconhece que a única razão que permite incluir Abdissares na dinastia orôntida é a semelhança de sua moeda com a de Xerxes, incluindo a tiara cônica "armênia", presenta na moeda dos dois monarcas. Ao contrário da suposição anterior de que seria filho de Xerxes, Toumanoff acredita que é mais provável que seja seu irmão.